# Verein für Bewegungsspiele Stuttgart 1893 1986-1987
Questa voce raccoglie le informazioni riguardanti il Verein für Bewegungsspiele Stuttgart 1893 nelle competizioni ufficiali della stagione 1986-1987.

## Stagione
Nella stagione 1986-1987 il Stoccarda, allenato da Egon Coordes, concluse il campionato di Bundesliga al 12º posto. In Coppa di Germania il Stoccarda fu eliminato al primo turno dal Bayer Uerdingen. In Coppa delle Coppe il Stoccarda fu eliminato al secondo turno dal Torpedo Mosca.

## Rosa
| N. |                     | Ruolo | Calciatore          |
| -- | ------------------- | ----- | ------------------- |
| 6  | Germania (bandiera) | D     | Guido Buchwald      |
| 13 | Germania (bandiera) | D     | Günther Schäfer     |
| 22 | Germania (bandiera) | P     | Eberhard Trautner   |
|    | Germania (bandiera) | P     | Eike Immel          |
|    | Germania (bandiera) | P     | Helmut Roleder      |
|    | Germania (bandiera) | D     | Bertram Beierlorzer |
|    | Germania (bandiera) | D     | Thomas Gomminginger |
|    | Germania (bandiera) | D     | Bernd Kirchstetter  |
|    | Germania (bandiera) | D     | Michael Nushöhr     |
|    | Germania (bandiera) | D     | Alexander Strehmel  |
|    | Germania (bandiera) | D     | Rainer Zietsch      |
|    | Germania (bandiera) | C     | Karl Allgöwer       |

| N. |                                 | Ruolo | Calciatore          |
| -- | ------------------------------- | ----- | ------------------- |
|    | Germania (bandiera)             | C     | Ralf Allgöwer       |
|    | Germania (bandiera)             | C     | Martin Fritz        |
|    | Germania (bandiera)             | C     | Jürgen Hartmann     |
|    | Germania (bandiera)             | C     | Andreas Müller      |
|    | Germania (bandiera)             | C     | Klaus Perfetto      |
|    | Germania (bandiera)             | C     | Michael Schröder    |
|    | Islanda (bandiera)              | C     | Ásgeir Sigurvinsson |
|    | Germania (bandiera)             | A     | Leo Bunk            |
|    | Germania (bandiera)             | A     | Jürgen Klinsmann    |
|    | Germania (bandiera)             | A     | Andreas Merkle      |
|    | Bosnia ed Erzegovina (bandiera) | A     | Predrag Pašić       |
|    | Germania (bandiera)             | A     | Stefan Schmitt      |

## Organigramma societario
Area tecnica
- Allenatore: Egon Coordes
- Allenatore in seconda: Willi Entenmann
- Preparatore dei portieri:
- Preparatori atletici:

## Calciomercato

### Sessione estiva
| Acquisti | Acquisti            | Acquisti          | Acquisti |
| R.       | Nome                | da                | Modalità |
| -------- | ------------------- | ----------------- | -------- |
| D        | Bertram Beierlorzer | Bayern Monaco     |          |
| A        | Leo Bunk            | Blau-Weiß Berlin  |          |
| P        | Eike Immel          | Borussia Dortmund |          |
| A        | Andreas Merkle      | Kickers Stoccarda |          |
| C        | Michael Schröder    | Amburgo           |          |

| Cessioni | Cessioni          | Cessioni            | Cessioni |
| R.       | Nome              | a                   | Modalità |
| -------- | ----------------- | ------------------- | -------- |
| C        | Michael Spies     | Ulma                |          |
| D        | Karlheinz Förster | Olympique Marsiglia |          |
| P        | Armin Jäger       | Kickers Stoccarda   |          |
| A        | Peter Reichert    | Strasburgo          |          |
| C        | Dirk Schlegel     | Blau-Weiß Berlin    |          |
| A        | Erwin Waldner     | Kickers Stoccarda   |          |

### Sessione invernale
| Acquisti | Acquisti | Acquisti | Acquisti |
| R.       | Nome     | da       | Modalità |
| -------- | -------- | -------- | -------- |

| Cessioni | Cessioni | Cessioni | Cessioni |
| R.       | Nome     | a        | Modalità |
| -------- | -------- | -------- | -------- |

## Risultati

### Bundesliga

#### Girone di andata
| Arbitro: | Assenmacher |

|                           |           |                       |
| Walter 15’, 34’ Trieb 76’ | Marcatori | 11’ Buchwald 68’ Bunk |

| Arbitro: | Puchalski |

|                                                |           |  |
| Müller 33’, 71’ Dooley 41’ (aut.) Allgöwer 44’ | Marcatori |  |

| Arbitro: | Umbach |

|                      |           |                 |
| Kuntz 18’ Funkel 66’ | Marcatori | 60’, 84’ Merkle |

| Arbitro: | Reinstädtler |

|                     |           |                    |
| Allgöwer 37’ (rig.) | Marcatori | 57’ (rig.) Brefort |

| Arbitro: | Föckler |

|                                                       |           |  |
| Zietsch 11’ Sigurvinsson 43’ Klinsmann 59’ Merkle 87’ | Marcatori |  |

| Arbitro: | Theobald |

|              |           |                            |
| Răducanu 82’ | Marcatori | 17’ Hartmann 52’ Klinsmann |

| Arbitro: | Kriegelstein |

|                                           |           |  |
| Merkle 4’ Allgöwer 42’ (rig.), 80’ (rig.) | Marcatori |  |

| Colonia 27 settembre 1986, ore 15:30 CEST 8ª giornata | Colonia  | 0 – 0 referto | Stoccarda | Müngersdorfer Stadion (12 000 spett.)\| Arbitro: \| Dellwing \| |
| Arbitro:                                              | Dellwing |               |           |                                                                 |

| Arbitro: | Bruch |

|            |           |              |
| Müller 75’ | Marcatori | 18’ Andersen |

| Arbitro: | Ahlenfelder |

|                              |           |  |
| von Heesen 28’ Schmöller 31’ | Marcatori |  |

| Arbitro: | Kautschor |

|               |           |                   |
| Klinsmann 49’ | Marcatori | 84’ (rig.) Wuttke |

| Arbitro: | Theobald |

|                                            |           |  |
| Rahn 44’ Thiele 63’ Borowka 81’ Criens 90’ | Marcatori |  |

| Arbitro: | Pauly |

|                                                |           |  |
| Merkle 29’ Klinsmann 31’, 38’ Pašić 79’ (rig.) | Marcatori |  |

| Arbitro: | Mierswa |

|  |           |               |
|  | Marcatori | 82’ Klinsmann |

| Arbitro: | Assenmacher |

|                                                          |           |                        |
| Klinsmann 11’ Perfetto 53’ Allgöwer 63’ (rig.) Pašić 88’ | Marcatori | 77’ (rig.) Falkenmayer |

| Arbitro: | Kautschor |

|           |           |  |
| Flick 14’ | Marcatori |  |

| Arbitro: | Osmers |

|              |           |  |
| Allgöwer 59’ | Marcatori |  |

#### Girone di ritorno
| Arbitro: | Tritschler |

|                            |           |             |
| Allgöwer 50’ Klinsmann 60’ | Marcatori | 44’ Gaudino |

| Arbitro: | Wiesel |

|                                |           |             |
| Buncol 47’ Wójcicki 89’ (rig.) | Marcatori | 61’ Schäfer |

| Arbitro: | Brehm |

|                          |           |  |
| Müller 60’ Klinsmann 90’ | Marcatori |  |

| Arbitro: | Föckler |

|  |           |                            |
|  | Marcatori | 71’ Buchwald 82’ Klinsmann |

| Arbitro: | Zimmermann |

|                  |           |               |
| Wegmann 14’, 80’ | Marcatori | 90’ Klinsmann |

| Arbitro: | Umbach |

|                                |           |  |
| Klinsmann 6’, 52’ Allgöwer 47’ | Marcatori |  |

| Arbitro: | Matheis |

|            |           |  |
| Dusend 28’ | Marcatori |  |

| Arbitro: | Barnick |

|                                                                       |           |            |
| Allgöwer 7’ (rig.) Klinsmann 60’ Wollitz 61’ (aut.) Hartmann 81’, 84’ | Marcatori | 19’ Allofs |

| Arbitro: | Pauly |

|                           |           |             |
| Geyer 4’ Philipkowski 53’ | Marcatori | 23’ Zietsch |

| Arbitro: | Assenmacher |

|            |           |            |
| Merkle 51’ | Marcatori | 72’ Balzis |

| Arbitro: | Broska |

|                                         |           |  |
| Hartmann 25’ Kohr 73’ (rig.) Wuttke 81’ | Marcatori |  |

| Arbitro: | Werner |

|                 |           |                                         |
| Merkle 48’, 77’ | Marcatori | 17’ Hochstätter 54’ Bruns 59’, 85’ Rahn |

| Arbitro: | Weber |

|            |           |  |
| Völler 17’ | Marcatori |  |

| Arbitro: | Gabor |

|                                 |           |                                                          |
| Allgöwer 26’ (rig.) Schmitt 33’ | Marcatori | 17’ Nehl 31’ (aut.) Müller 68’ Wegmann 88’ (rig.) Schulz |

| Arbitro: | Puchalski |

|                                          |           |              |
| Falkenmayer 42’ (rig.) Mitchell 76’, 85’ | Marcatori | 60’ Allgöwer |

| Arbitro: | Wiesel |

|               |           |                                   |
| Klinsmann 59’ | Marcatori | 31’, 48’ (rig.) Matthäus 38’ Kögl |

| Arbitro: | Dellwing |

|                                                 |           |               |
| Reinhardt 26’, 80’ Schreier 56’ (rig.) Kohn 82’ | Marcatori | 38’ Klinsmann |

### Coppa di Germania
| Arbitro: | Barnick |

|                                                                  |           |                                                     |
| Bierhoff 61’, 84’ Kuntz 70’ (rig.) Funkel 95’ Raschid 105’, 110’ | Marcatori | 11’, 36’ Klinsmann 19’ Schröder 98’ (rig.) Allgöwer |

### Coppa delle Coppe
| Arbitro: | Santos |

|                     |           |  |
| Allgöwer 87’ (rig.) | Marcatori |  |

| Trnava 1º ottobre 1986 Primo turno | Spartak TAZ Trnava | 0 – 0 referto | Stoccarda | Anton Malatinsky Stadión (17 500 spett.)\| Arbitro: \| Geurds \| |
| Arbitro:                           | Geurds             |               |           |                                                                  |

| Arbitro: | Midgley |

|                          |           |  |
| Savičev 32’ Savichev 72’ | Marcatori |  |

| Arbitro: | Lund-Sørensen |

|                                          |           |                                                  |
| Klinsmann 17’ Pašić 31’ Sigurvinsson 55’ | Marcatori | 11’, 88’ Savičev 13’, 37’ Savichev 28’ Plotnikov |

## Statistiche

### Statistiche di squadra
| Competizione      | Punti | In casa | In casa | In casa | In casa | In casa | In casa | In trasferta | In trasferta | In trasferta | In trasferta | In trasferta | In trasferta | Totale | Totale | Totale | Totale | Totale | Totale | DR |
| Competizione      | Punti | G       | V       | N       | P       | Gf      | Gs      | G            | V            | N            | P            | Gf           | Gs           | G      | V      | N      | P      | Gf     | Gs     | DR |
| ----------------- | ----- | ------- | ------- | ------- | ------- | ------- | ------- | ------------ | ------------ | ------------ | ------------ | ------------ | ------------ | ------ | ------ | ------ | ------ | ------ | ------ | -- |
| Bundesliga        | 32    | 17      | 10      | 4       | 3       | 41      | 18      | 17           | 3            | 2            | 12           | 14           | 31           | 34     | 13     | 6      | 15     | 55     | 49     | +6 |
| Coppa di Germania | -     | 0       | 0       | 0       | 0       | 0       | 0       | 1            | 0            | 0            | 1            | 4            | 6            | 1      | 0      | 0      | 1      | 4      | 6      | -2 |
| Coppa delle Coppe | -     | 2       | 1       | 0       | 1       | 4       | 5       | 2            | 0            | 1            | 1            | 0            | 2            | 4      | 1      | 1      | 2      | 4      | 7      | -3 |
| Totale            | 32    | 19      | 11      | 4       | 4       | 45      | 23      | 20           | 3            | 3            | 14           | 18           | 39           | 39     | 14     | 7      | 18     | 63     | 62     | +1 |

### Andamento in campionato
| Giornata  | 1  | 2 | 3 | 4 | 5 | 6 | 7 | 8 | 9 | 10 | 11 | 12 | 13 | 14 | 15 | 16 | 17 | 18 | 19 | 20 | 21 | 22 | 23 | 24 | 25 | 26 | 27 | 28 | 29 | 30 | 31 | 32 | 33 | 34 |
| --------- | -- | - | - | - | - | - | - | - | - | -- | -- | -- | -- | -- | -- | -- | -- | -- | -- | -- | -- | -- | -- | -- | -- | -- | -- | -- | -- | -- | -- | -- | -- | -- |
| Luogo     | T  | C | T | C | C | T | C | T | C | T  | C  | T  | C  | T  | C  | T  | C  | C  | T  | C  | T  | T  | C  | T  | C  | T  | C  | T  | C  | T  | C  | T  | C  | T  |
| Risultato | P  | V | N | N | V | V | V | N | N | P  | N  | P  | V  | V  | V  | P  | V  | V  | P  | V  | V  | P  | V  | P  | V  | P  | N  | P  | P  | P  | P  | P  | P  | P  |
| Posizione | 11 | 8 | 9 | 9 | 5 | 5 | 3 | 3 | 3 | 5  | 5  | 6  | 5  | 6  | 4  | 6  | 4  | 4  | 5  | 4  | 4  | 4  | 3  | 4  | 3  | 3  | 3  | 6  | 9  | 9  | 9  | 10 | 11 | 12 |

Legenda:

Luogo: C = Casa; T = Trasferta. Risultato: V = Vittoria; N = Pareggio; P = Sconfitta.

### Statistiche dei giocatori
| Giocatore       | Bundesliga | Bundesliga | Bundesliga  | Bundesliga | Coppa di Germania | Coppa di Germania | Coppa di Germania | Coppa di Germania | Coppa delle Coppe | Coppa delle Coppe | Coppa delle Coppe | Coppa delle Coppe | Totale   | Totale | Totale      | Totale     |
| Giocatore       | Presenze   | Reti       | Ammonizioni | Espulsioni | Presenze          | Reti              | Ammonizioni       | Espulsioni        | Presenze          | Reti              | Ammonizioni       | Espulsioni        | Presenze | Reti   | Ammonizioni | Espulsioni |
| --------------- | ---------- | ---------- | ----------- | ---------- | ----------------- | ----------------- | ----------------- | ----------------- | ----------------- | ----------------- | ----------------- | ----------------- | -------- | ------ | ----------- | ---------- |
| K. Allgöwer     | 21         | 10         | 1           | 0          | 1                 | 1                 | 0                 | 0                 | 2                 | 1                 | 0                 | 0                 | 24       | 12     | 1           | 0          |
| R. Allgöwer     | 2          | 1          | 1           | 0          | 0                 | 0                 | 0                 | 0                 | 0                 | 0                 | 0                 | 0                 | 2        | 1      | 1           | 0          |
| B. Beierlorzer  | 20         | 0          | 4           | 0          | 1                 | 0                 | 0                 | 0                 | 2                 | 0                 | 0                 | 0                 | 23       | 0      | 4           | 0          |
| G. Buchwald     | 33         | 2          | 4           | 0          | 1                 | 0                 | 0                 | 0                 | 4                 | 0                 | 0                 | 0                 | 38       | 2      | 4           | 0          |
| L. Bunk         | 23         | 1          | 2           | 0          | 0                 | 0                 | 0                 | 0                 | 4                 | 0                 | 0                 | 0                 | 27       | 1      | 2           | 0          |
| M. Fritz        | 0          | 0          | 0           | 0          | 0                 | 0                 | 0                 | 0                 | 0                 | 0                 | 0                 | 0                 | 0        | 0      | 0           | 0          |
| T. Gomminginger | 5          | 0          | 0           | 0          | 0                 | 0                 | 0                 | 0                 | 0                 | 0                 | 0                 | 0                 | 5        | 0      | 0           | 0          |
| J. Hartmann     | 25         | 3          | 4           | 0          | 0                 | 0                 | 0                 | 0                 | 3                 | 0                 | 0                 | 0                 | 28       | 3      | 4           | 0          |
| E. Immel        | 33         | 0          | 1           | 0          | 1                 | 0                 | 0                 | 0                 | 4                 | 0                 | 0                 | 0                 | 38       | 0      | 1           | 0          |
| B. Kirchstetter | 0          | 0          | 0           | 0          | 0                 | 0                 | 0                 | 0                 | 0                 | 0                 | 0                 | 0                 | 0        | 0      | 0           | 0          |
| J. Klinsmann    | 32         | 16         | 2           | 0          | 1                 | 2                 | 0                 | 0                 | 4                 | 1                 | 0                 | 0                 | 37       | 19     | 2           | 0          |
| A. Merkle       | 32         | 8          | 1           | 0          | 1                 | 0                 | 1                 | 0                 | 4                 | 0                 | 0                 | 0                 | 37       | 8      | 2           | 0          |
| A. Müller       | 31         | 4          | 0           | 0          | 1                 | 0                 | 0                 | 0                 | 3                 | 0                 | 0                 | 0                 | 35       | 4      | 0           | 0          |
| M. Nushöhr      | 8          | 0          | 0           | 0          | 0                 | 0                 | 0                 | 0                 | 2                 | 0                 | 0                 | 0                 | 10       | 0      | 0           | 0          |
| P. Pašić        | 24         | 2          | 0           | 0          | 0                 | 0                 | 0                 | 0                 | 2                 | 1                 | 0                 | 0                 | 26       | 3      | 0           | 0          |
| K. Perfetto     | 10         | 1          | 0           | 0          | 0                 | 0                 | 0                 | 0                 | 0                 | 0                 | 0                 | 0                 | 10       | 1      | 0           | 0          |
| H. Roleder      | 0          | 0          | 0           | 0          | 0                 | 0                 | 0                 | 0                 | 0                 | 0                 | 0                 | 0                 | 0        | 0      | 0           | 0          |
| S. Schmitt      | 14         | 1          | 0           | 0          | 0                 | 0                 | 0                 | 0                 | 1                 | 0                 | 0                 | 0                 | 15       | 1      | 0           | 0          |
| M. Schröder     | 21         | 0          | 4           | 0          | 1                 | 1                 | 0                 | 1                 | 4                 | 0                 | 0                 | 0                 | 26       | 1      | 4           | 1          |
| G. Schäfer      | 29         | 1          | 6           | 0          | 1                 | 0                 | 0                 | 0                 | 4                 | 0                 | 0                 | 0                 | 34       | 1      | 6           | 0          |
| Á. Sigurvinsson | 25         | 1          | 1           | 0          | 1                 | 0                 | 1                 | 0                 | 4                 | 1                 | 0                 | 0                 | 30       | 2      | 2           | 0          |
| M. Spies        | 1          | 0          | 0           | 0          | 0                 | 0                 | 0                 | 0                 | 0                 | 0                 | 0                 | 0                 | 1        | 0      | 0           | 0          |
| A. Strehmel     | 16         | 0          | 3           | 0          | 0                 | 0                 | 0                 | 0                 | 1                 | 0                 | 0                 | 0                 | 17       | 0      | 3           | 0          |
| E. Trautner     | 1          | 0          | 0           | 0          | 0                 | 0                 | 0                 | 0                 | 0                 | 0                 | 0                 | 0                 | 1        | 0      | 0           | 0          |
| R. Zietsch      | 31         | 2          | 4           | 0          | 1                 | 0                 | 0                 | 0                 | 4                 | 0                 | 0                 | 0                 | 36       | 2      | 4           | 0          |